# سماء خريسات
سماء خريسات وُلدت في 15 أغسطس 1991، وهي لاعبة كرة قدم أردنية، وتلعب حاليًا في خط الوسط.

## وصلات خارجية
- سماء خريسات على موقع Soccerway.com (الإنجليزية)

- صفحة سماء خريسات على موقع Soccerway